# Fanti e briganti nel Sud dopo l'Unità
Fanti e briganti nel Sud dopo l'Unità è un libro dello scrittore e saggista Josè Mottola.

Il saggio tratta del brigantaggio postunitario, di cui ricostruisce fatti, motivazioni e personaggi concentrando la ricerca storica in Puglia, tramite documenti di archivio, individuati anche tra quelli dello Stato Maggiore.

## Contenuto
L'opera narra del brigantaggio meridionale dopo l’Unità nelle Murge tra la Terra di Bari e la Terra d’Otranto, contrastato dalla Legione Carabinieri del colonnello Sannazzaro, dalla Divisione Territoriale del generale Regis e dalla Colonna Mobile del generale Emilio Pallavicini, aiutate dalla Guardia Nazionale. L’autore propone le vicende di quei giorni con una narrazione rigorosamente documentata, descrivendo le parti coinvolte: comandi militari, gruppi ribelli, clero, intellighenzia, borghesia e ceti subalterni.

## Edizioni
- Josè Mottola, Fanti e briganti nel Sud dopo l'Unità, Capone Editore, 2012,  p. 144, ISBN 9788883491603.